# Maria Cebotari
Répertoire
- La Femme silencieuse (Aminta) de Richard Strauss
- Romeo und Julia (Juliette) de Heinrich Sutermeister
- La Mort de Danton (Lucile) de Gottfried von Einem
- Le Vin herbé (Iseut) de Frank Martin

Maria Cebotari (née Cebutaru) (Chișinău, 10 février 1910 - Vienne, 9 juin 1949) est une soprano  moldave naturalisée Autrichienne.

## Biographie
Maria Cebotari chante d'abord dans les chœurs d'église, puis se joint à une troupe itinérante qui la mène à Moscou, où elle est engagée au théâtre des Artistes en 1926, dirigé par le comte Alexandre Wyruboff, qu'elle épouse.
Un an plus tard, ils se rendent à Berlin, où elle étudie le chant avec Oskar Daniel. Elle débute à Dresde en 1931, en Mimi de La Bohème, où elle reste pensionnaire jusqu'en 1936. Elle chante alors à l'Opéra d'État de Berlin (1936-1944), puis à l'Opéra de Vienne (1946-1949). Elle se produit régulièrement à Salzbourg à partir de 1931, où elle brille d'abord dans les soubrettes de Mozart (Susanna, Zerlina, Despina), et plus tard en Comtesse Almaviva et Donna Anna.
Avec Maria Jeritza et Viorica Ursuleac, elle est une des sopranos préférées de Richard Strauss. Elle participe aux créations mondiales de La Femme silencieuse (Aminta) de Richard Strauss en 1935, Roméo et Juliette (Romeo und Julia) (Juliette) de Heinrich Sutermeister en 1942, La Mort de Danton (Lucile) de Gottfried von Einem en 1947, Le Vin herbé (Iseut) de Frank Martin en 1948.
Entre 1933 et 1941, elle participe également au tournage de six films musicaux, dont deux aux côtés de Beniamino Gigli, l'un d'eux est consacré à la vie de Maria Malibran. Elle tourne dans Starke Herzen de Herbert Maisch en 1937.
Artiste d'une grande versatilité et à l'art raffiné, elle possédait une voix claire et puissante mais d'une grande fraicheur lui permettant d'aborder un vaste répertoire incluant Der Rosenkavalier, Ariane à Naxos, Salomé, Eugène Onéguine, Carmen, Luisa Miller, La traviata, La Bohème, Tosca, Madame Butterfly, Turandot. Dans le rôle de Salomé, qu'elle enregistra notamment en concert en 1947, à Londres, sous la direction de Clemens Krauss, elle incarne à merveille la sensualité féminine faite vice et désir, troquant « avec une grâce surnaturelle les acides douceurs de la comédie pour les noirceurs sulfureuses du drame biblique. » En octobre de la même année, toujours à Londres, mais sous la direction de Thomas Beecham, elle incarne une Ariane (Ariane à Naxos) d'anthologie, sous le regard de Richard Strauss, présent dans la salle.
Maria Cebatori a épousé en secondes noces l'acteur Gustav Diessl, avec qui elle a deux fils. Elle meurt d'un cancer du foie et du pancréas à 39 ans, en pleine gloire.
Lee Miller qui était avec elle à Salzbourg à la fin de la guerre décrit leur rencontre comme suit : « [...] Elle n'hésita pas à grimper à l'arrière d'une camionnette de transport d'armes pour parcourir à toute allure cinquante kilomètres de virages en épingles à cheveux, entrecoupés de brusques coups de freins. Elle était surexcitée par cette occasion de voyager, rare pour un civil. J'avais toujours cru qu'une vedette d'opéra dorlotait sa voix et se gargarisait à tout bout de champ, mais elle ne prêta aucune attention à ses cheveux au vent, pas plus qu'à la poussière qui tourbillonnait. C'est une personne chaleureuse douée d'une voix chaleureuse ».